# Inhambane
Inhambane est une ville portuaire du Mozambique et la capitale de la province d'Inhambane. Sa population s'élève à 63 837 habitants au recensement de 2007.

## Géographie
Inhambane est située dans le sud du pays, au bord de la baie d'Inhambane qui s'ouvre sur le canal de Mozambique, à 367 km au nord-est de Maputo.
Des bateaux à moteur et des boutres à voiles (dhows) font la navette avec la ville de Maxixe.
Inhambane est connue pour ses plages de Tofo et de Barra.

## Histoire

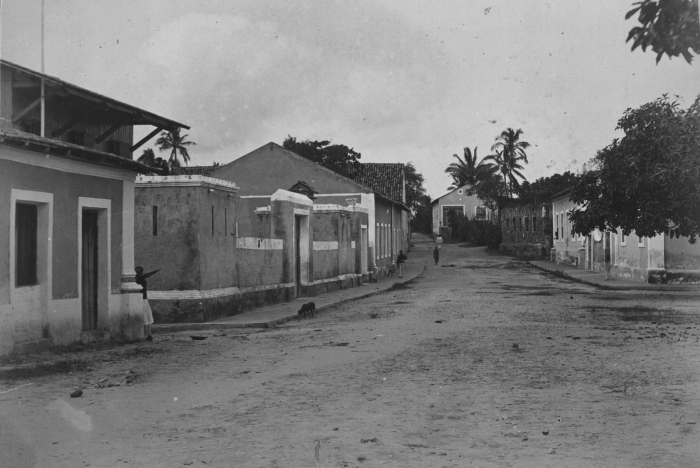
Inhambane entre 1890 et 1910.

Inhambane est l'un des plus anciens établissements de la côte du Mozambique. Des boutres venaient y faire du commerce dès le XIe siècle. Les musulmans et les commerçants persans venaient y négocier l'ambre gris et perles et allaient faire du commerce plus au sud, à Chibuene. La région était connue pour ses productions de fil de coton réalisées par les Tongas. Peu avant que les Portugais ne découvrent la ville, les Karangas avaient conquis Inhambane et soumis un certain nombre de chefs locaux qui dominaient les travailleurs du coton tongas et étaient récompensés pour le commerce avec les musulmans.
Lorsque Vasco de Gama contourna l'Afrique, en 1498, il relâcha à Inhambane pour reconstituer ses approvisionnements et faire des explorations. Il apprécia immédiatement Imhambane et la nomma Terra de Boa Gente (« Terre des gens doux »). En 1505, un navire envoyé par Francisco de Almeida fit naufrage au sud de la ville, mais les Portugais obtinrent une première réunion avec les chefs Karanga. Plus tard, leur fils accostèrent sur l'île de Mozambique pour évaluer la situation. Les Portugais créèrent finalement un poste permanent à Inhambane en 1534. Les jésuites choisirent d'y établir leur première mission en Afrique de l'Est en 1560.
Le port se développa peu à peu au XVIIIe siècle autour du trafic de l'ivoire et de la traite des esclaves, qui étaient contrôlés principalement par les Indiens. En 1763, la construction d'un fort (Forte de Nossa Senhora da Conceição) permit à Inhambane d'accéder au statut de ville. Elle fut attaquée par les Français et les Néerlandais, pillée en 1796 par des pirates français de l'île de La Réunion. Inhambane fut détruit en 1834 par Soshangane, mais reprit rapidement son essor dans la seconde moitié du siècle. C'est à cette époque que furent construites son ancienne cathédrale et ancienne mosquée. Toutefois, au XXe siècle, la ville déclina alors que Maputo s'affirmait comme le principal pôle économique.
À l'île de La Réunion, le mot créolisé « yambane » désigne une personne de type africain (le terme plus populaire étant « cafre »), par référence au port d'Inhambane, d'où furent embarqués de nombreux esclaves à destination de La Réunion. De nombreux réunionnais descendent d'esclaves mozambicains.

## Population et société

### Démographie
Recensements ou estimations de la population :
| 1900  | 1909  | 1921  | 1930   | 1940  |
| ----- | ----- | ----- | ------ | ----- |
| 1 200 | 3 000 | 3 300 | 10 600 | 5 100 |

| 1950   | 1986   | 1991   | 1997   | 2007   |
| ------ | ------ | ------ | ------ | ------ |
| 21 000 | 26 701 | 47 800 | 54 157 | 63 837 |

### Religion
Inhambane est le siège d'un évêché catholique créé le 3 août 1962.

## Patrimoine
L'église Notre-Dame de la Conception, vieille de 170 ans, est située dans le vieux quartier de la ville. Une échelle rouillée mène au sommet de la flèche, qui offre une vue panoramique sur la ville et le port.
La ville abrite aujourd'hui un musée et un marché. Le marché central, situé le long du boulevard principal, s'appelle tout simplement « Mercado Central ». Il propose de nombreux produits alimentaires (épices, légumes, crevettes, poissons, noix de cajou).

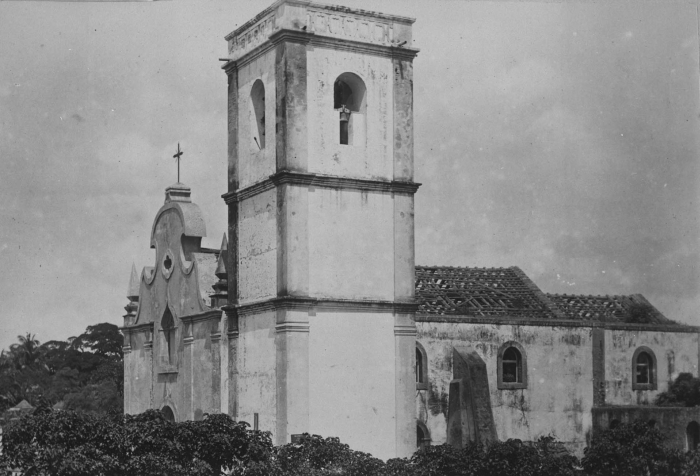
Notre-Dame de la Conception entre 1890 et 1910.
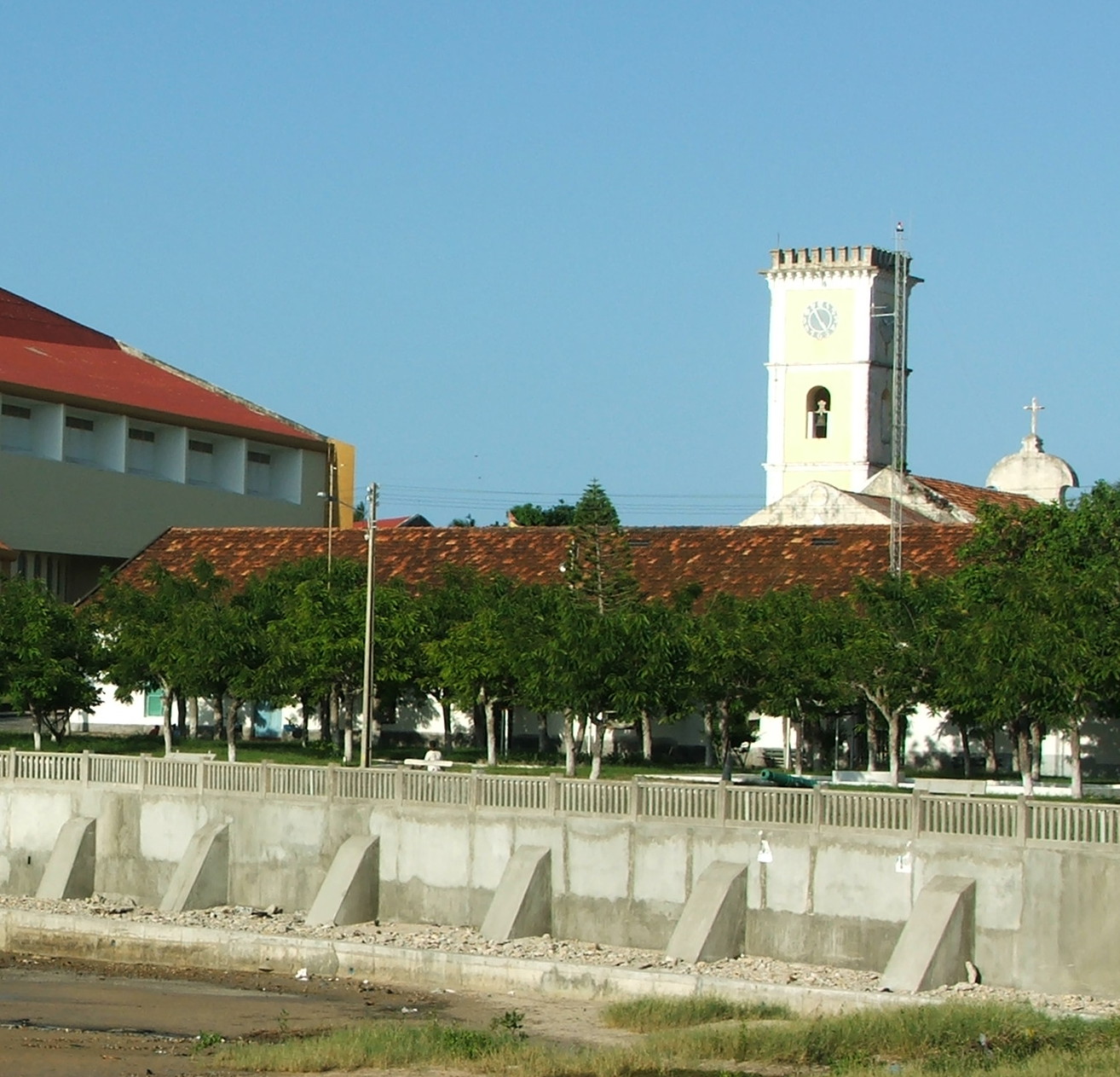
Vue de l'église en 2009.
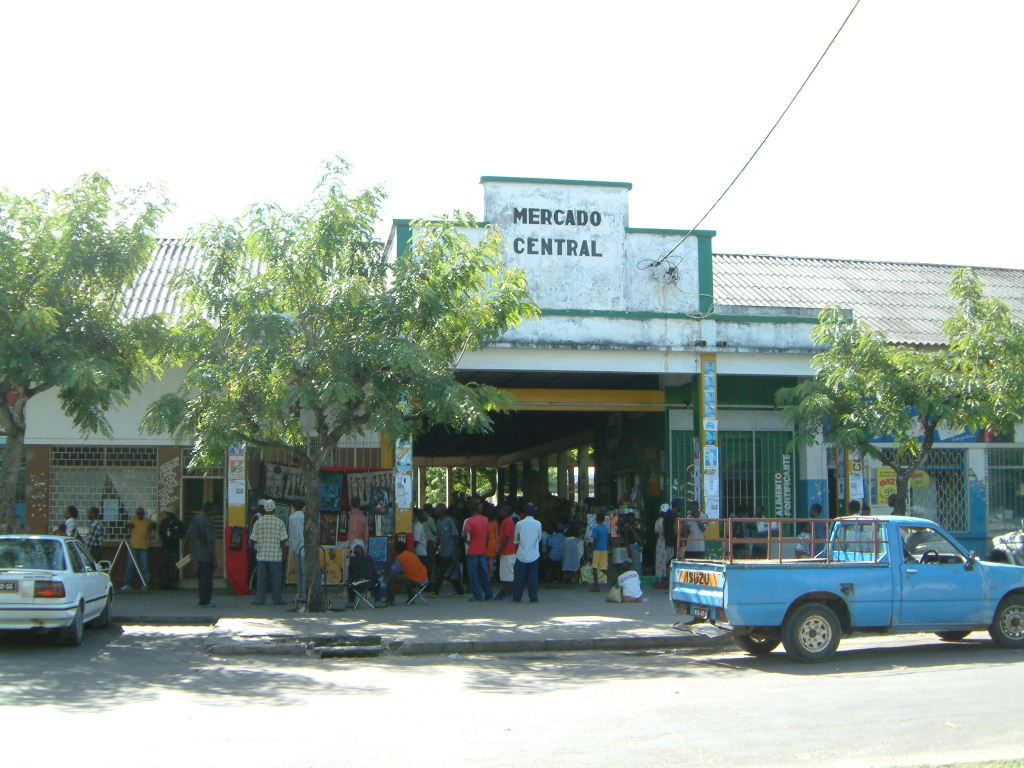
Le marché central.

## Personnalités nées à Inhambane
- Augusto de Conrado, poète
- Rui Knopfli, écrivain et diplomate
- Maria da Graça Samo, femme politique
- Afric Simone, chanteur

## Jumelages
- Aveiro (Portugal)